# Meyer Bosman
Pour les articles homonymes, voir Bosman.

a Compétitions nationales et continentales officielles uniquement.

b Matchs officiels uniquement.
Dernière mise à jour le 7 septembre 2018.
Herman Meyer Bosman (né le 19 avril 1985 à Bethlehem (Afrique du Sud)) est un joueur de rugby à XV sud-africain qui joue avec l'équipe d'Afrique du Sud entre 2005 et 2006. Il évolue au poste de demi d'ouverture ou de centre (1,93 m pour 97 kg).

## Carrière

### En club
Meyer Bosman joue dans le Super 14 avec les Central Cheetahs de 2006 à 2010, avant de jouer 3 saisons aux Sharks, puis de rejoindre le Stade français en Top 14 en 2013. Après une saison blanche en 2017-2018 à cause d'une blessure, il est contraint d'arrêter sa carrière en juin 2018,.

### En équipe nationale
Il a effectué son premier test match avec les Springboks le 19 novembre 2005 à l’occasion d’un match contre l'équipe du Pays de Galles.
En juin 2007, il remporte la Coupe des nations avec les Emerging Springboks, réserve de l'équipe nationale sud-africaine.

## Palmarès

### En club
- Vainqueur du Championnat de France en 2014-2015 avec le Stade français Paris

### En équipe nationale
- 3 sélections avec les Springboks
- 7 points (1 pénalité, 2 transformations)